# Tungvikt i boxning vid olympiska sommarspelen 2000
Resultat från boxning vid olympiska sommarspelen 2000 och herrarnas tungvikt. De 28 boxarna vägde under 91 kg. Tävlingarna arrangerades i Sydney Convention and Exhibition Center.

## Medaljörer
| Klass    | Guld               | Silver                      | Brons                         |
| Tungvikt | Félix Savón · Kuba | Sultan Ibragimov · Ryssland | Vladimer Chanturia · Georgien |
| Tungvikt | Félix Savón · Kuba | Sultan Ibragimov · Ryssland | Sebastian Köber · Tyskland    |

## Resultat

### Första omgången
| Första Rundan Datum: Torsdagen 21 september 2000 | Första Rundan Datum: Torsdagen 21 september 2000 | Första Rundan Datum: Torsdagen 21 september 2000 |
| Vinnare                                          | Resultat                                         | Förlorare                                        |
| ------------------------------------------------ | ------------------------------------------------ | ------------------------------------------------ |
| Mark Simmons (CAN)                               | 11:6                                             | Rohollah Hosseini (IRI)                          |
| Sebastian Köber (GER)                            | 9:4                                              | Magomed Aripgadjiev (AZE)                        |
| Félix Savón (CUB)                                | RSC-2                                            | Rasmus Ojemaye (NGR)                             |
| Michael Bennett (USA)                            | 11:2                                             | Wojciech Bartnik (POL)                           |
| Vladimer Tchanturia (GEO)                        | RSC-4                                            | Mustafa Mahmoud Amrou (EGY)                      |
| Ruslan Chagaev (UZB)                             | 15:2                                             | Alexander Yatsenko (UKR)                         |
| Jackson Chanet (FRA)                             | RSC-2                                            | Mohamed Azzaoui (ALG)                            |
| Sultan Ibragimov (RUS)                           | RSC-4                                            | Pauga Lalau (SAM)                                |

### Kvartsfinaler
| Kvartsfinaler Datum: Tisdagen 26 september 2000 | Kvartsfinaler Datum: Tisdagen 26 september 2000 | Kvartsfinaler Datum: Tisdagen 26 september 2000 |
| Vinnare                                         | Resultat                                        | Förlorare                                       |
| ----------------------------------------------- | ----------------------------------------------- | ----------------------------------------------- |
| Sebastian Köber (GER)                           | RSC-3                                           | Mark Simmons (CAN)                              |
| Félix Savón (CUB)                               | RSC-3                                           | Michael Bennett (USA)                           |
| Vladimer Tchanturia (GEO)                       | 18:12                                           | Ruslan Chagaev (UZB)                            |
| Sultan Ibragimov (RUS)                          | 18:13                                           | Jackson Chanet (FRA)                            |

### Semifinaler
| Semifinaler Datum: Torsdagen 28 september 2000 | Semifinaler Datum: Torsdagen 28 september 2000 | Semifinaler Datum: Torsdagen 28 september 2000 |
| Vinnare                                        | Resultat                                       | Förlorare                                      |
| ---------------------------------------------- | ---------------------------------------------- | ---------------------------------------------- |
| Félix Savón (CUB)                              | 14:8                                           | Sebastian Köber (GER)                          |
| Sultan Ibragimov (RUS)                         | 19:4                                           | Vladimer Tchanturia (GEO)                      |

### Final
| Final Datum: Tisdag 30 september 2000 | Final Datum: Tisdag 30 september 2000 | Final Datum: Tisdag 30 september 2000 |
| Vinnare                               | Resultat                              | Förlorare                             |
| ------------------------------------- | ------------------------------------- | ------------------------------------- |
| Félix Savón (CUB)                     | 21:13                                 | Sultan Ibragimov (RUS)                |